# حلقه منتقدان فیلم فلوریدا
حلقه منتقدان فیلم فلوریدا (به انگلیسی: Florida Film Critics Circle) (اختصاری FFCC) یک سازمان نقد فیلم است ک در سال ۱۹۹۶ تشکیل شد. اف‌اف‌سی‌سی متشکل از ۳۰ منتقد فیلم از نشریه‌های آنلاین و مجلات چاپ فلوریداست. در پایان هر سال، اعضای اف‌اف‌سی‌سی در مراسمی تحت عنوان جوایز حلقه منتقدان فیلم فلوریدا به دستاوردهای برجستهٔ هنرمندانی که در تولید فیلم‌های منتشر شده در همان سال نقشی داشته‌اند، جوایزی را اعطا می‌کنند.